# Te Deum (Charpentier)
Pour les articles homonymes, voir Te Deum (homonymie).

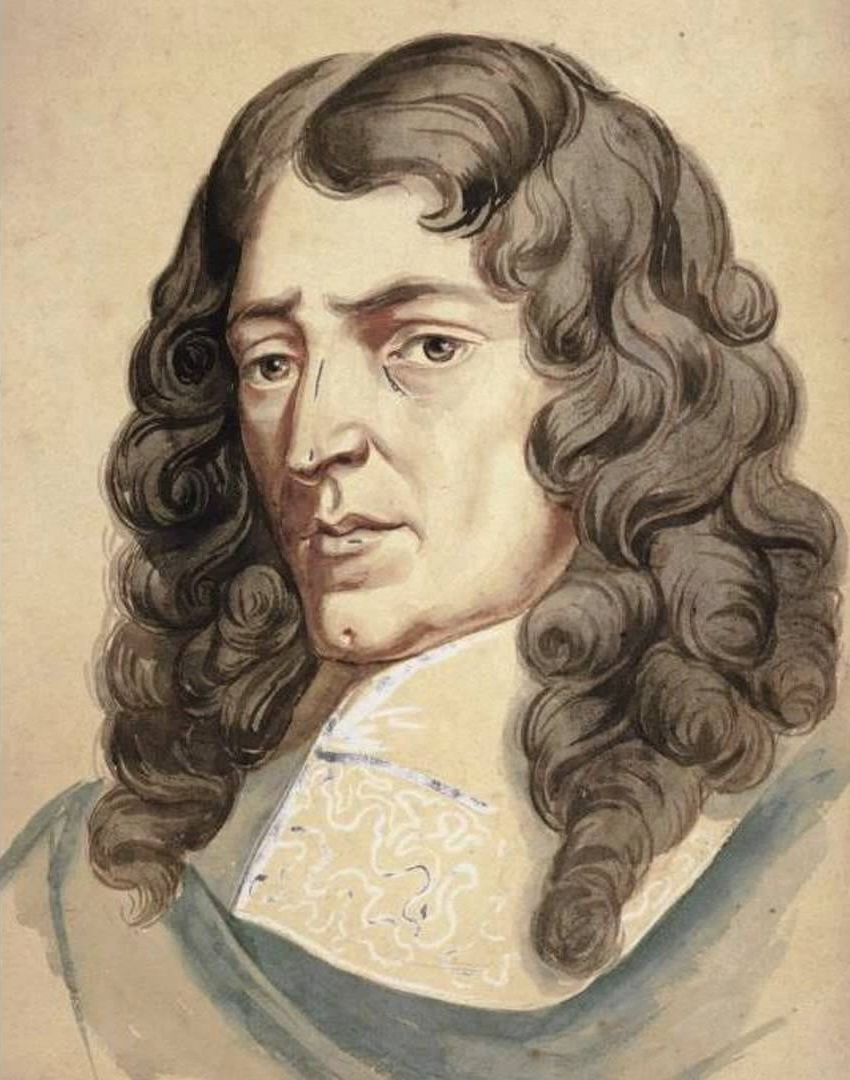
Marc-Antoine Charpentier

Le Te Deum (H. 146) en ré majeur de Marc-Antoine Charpentier est un grand motet versaillais (forme musicale née à la cour de Louis XIV). Il a été composé entre 1688 et 1698, durant le séjour du compositeur à l'église jésuite Saint-Louis, à Paris, où il était directeur musical (en fait maître de musique, c'est-à-dire, en langage moderne, maître de chapelle). L’œuvre est écrite pour chœur, solistes et ensemble instrumental (orchestre).
Ce Te Deum est connu pour son prélude dont les huit mesures introductives servent d’indicatif à l’Eurovision.
La partition du motet nous est connue grâce à un manuscrit autographe qu'on a daté de 1691-1692 approximativement. Il est conservé à Paris à la Bibliothèque nationale de France sous la cote Rés. Vm1 259.
Charpentier aurait composé six Te Deum, bien que seuls quatre soient encore disponibles, H.145, H.146, H.147 et H.148,. Il semble qu'il ait composé ou au moins exécuté cette pièce pour la célébration de la bataille de Steinkerque en août 1692, ou encore en 1696 pour la célébration du traité de Turin.

## Structure
La pièce comporte les parties suivantes :
- Prélude (Marche en rondeau)[4]

- Te Deum laudamus (basse solo)
- Te æternum Patrem (solo SSAT et chœur)
- Pleni sunt cœli et terra (chœur)
- Te per orbem terrarum (trio, ATB)
- Tu devicto mortis aculeo (basse solo et chœur)
- Te ergo quæsumus (soprano solo)
- Æterna fac cum sanctis tuis (chœur)
- Dignare, Domine (duo, SB)
- Fiat misericordia tua (trio, SSB)
- In te, Domine, speravi (trio ATB et chœur)

Charpentier considère la tonalité en ré majeur comme « lumineuse et guerrière. » L'introduction instrumentale, en forme de rondeau, précède le premier verset chanté par la basse seule. Le chœur et les autres solistes se joignent à elle progressivement. Charpentier semble avoir voulu concevoir la pièce d'après l'exégèse traditionnelle du texte latin. Ainsi, le chœur prédomine dans la première partie (versets 1-10, louanges à Dieu, dimension céleste), et les solistes dans la seconde partie (versets 10-20, partie christologique, dimension séculière). Dans les versets suivants, nos 21-25, les solistes et le chœur alternent et le verset final est une grande fugue pour chœur avec un court trio de solistes dans l'épisode central.

## Effectif vocal et instrumental
La pièce est écrite pour chœur (SATB) et cinq solistes (SSATB), accompagnés d'un ensemble instrumental composé de deux parties de violons, de deux deux parties d’altos (« hautes-contre de violon » et « tailles de violon »), deux flûtes, deux hautbois, trompette, basse de trompette et timbales colla parte, et basse continue. La basse continue est jouée à l’orgue et est doublée par les basses de violon, violes de gambe, bassons, basses de cromorne et serpent. Dans les moments où l'on choisit d'abandonner l'orgue, le clavecin et/ou le théorbes peuvent participer à la réalisation de la basse continue.

## Réception et célébrité
À suite de la redécouverte de ce Te Deum par le musicologue Carl de Nys en 1953, son premier enregistrement sur microsillon a été effectué la même année, avec la Chorale des Jeunesses musicales de France et l'Orchestre de chambre des Concerts Pasdeloup ; le chef d'orchestre était Louis Martini. Le disque a été accueilli avec enthousiasme et l'impact de ce Te Deum subsiste jusqu'à nos jours.
- Médias :
  - Le prélude instrumental Marche en rondeau a été choisi en 1953 comme thème de générique des diffusions de l'Union européenne de radio-télévision[4],[a 3] [écouter en ligne]. La première de ces retransmissions était le couronnement de la reine Élisabeth II du Royaume-Uni. Ces soixante-dix années d'utilisation par le Concours Eurovision de la chanson, entre autres, font du prélude, arrangé par Louis Martini et Guy Lambert[5], l'une des œuvres les plus connues de Charpentier.
  - Dans le sketch « Quand on est président de la république » du Palmashow, la musique peut être entendue lorsque les deux comédiens parodient un président à la Louis XIV.
- Sport :
  - Tournoi des Six Nations, (depuis 1957).
- Cinéma :
  - L'Auberge espagnole (2002) : ce film se commence avec le Te Deum de Charpentier.
  - La Loi de la jungle (2016)

## Discographie sélective
- Te Deum H.146, Chorale des Jeunesses musicales de France, Orchestre de Chambre des Concerts de Pasdeloup, dir. Louis Martini LP Erato 1953 report CD Erato 2014
- Te Deum H.146, Chœur Symphonique et Orchestre de la Fondation Gulbelkian de Lisbonne, dir. Michel Corboz. CD Erato 1977
- Te Deum H.146, La Grande Écurie et la Chambre du Roy, dir. Jean-Claude Malgoire. CD CBS - report Sony 1979
- Te Deum H.146, Chœurs Gents Madrigaalkoor, Cantabile Gent, Musica Polyphonica, dir. Louis Devos. CD Erato 1983
- Te Deum H.146, Les Arts Florissants, dir. William Christie CD Harmonia Mundi 1988
- Te Deum H 146, Les Musiciens du Louvre, dir. Marc Minkowski, CD Archiv Produktion, Octobre 1997
- Te Deum H 146, Le Parlement de musique, Maîtrise de Bretagne, dir. Martin Gester, CD Opus 111, 2000 - Diapason d'or

### Manuscrit autographe
- Marc-Antoine Charpentier, Mélanges autographes, vol. 10, v. 1691-1692, 1 partition ([83] f.) [42 × 25,5 cm] (BNF 39614632, lire en ligne [fac-similé]).

### Traduction
- (en) Cet article est partiellement ou en totalité issu de l’article de Wikipédia en anglais intitulé « Te Deum (Charpentier) » (voir la liste des auteurs).

### Ouvrage de Catherine Cessac
1. ↑  p. 617 - 618 ; motet Te Deum (H 146, cette œuvre), Te Deum à 8 voix avec flûtes et violons (H 145) ainsi que Prélude (H 145a), Te Deum à quatre voix (H 147) et Te Deum à quatre voix (H 148)
2. ↑  p. 218
3. 1 2  p. 21 ; « L'impact du Te Deum est tel à l'époque que la télévision choisit pour son indicatif de l'Eurovision la fanfare d'ouverture qui, avec trompettes et timbales, signale la retransmission des grands événements sportifs, artistiques et politiques. Le monde entier connaît au moins huit mesures de Marc-Antoine Charpentier. »

### Autres sources
1. 1 2 3 4  (en) Marc Antoine Charpentier (trad. Taylor, Steve, préf. Schauerte-Maubouet, Helga), Te Deum (H. 146). Vocal score, Cassel, Bärenreiter Verlag, 2004 (ISMN M-0006-52543-0[à vérifier : ISMN invalide]), p. V-VIII
2. ↑  Thierry Geffrotin, Les 100 mots de la musique classique, Paris, Presses universitaires de France, coll. « Que sais-je ? » (no 3930), 28 septembre 2011, 1re éd., 127 p., 11,5 × 17,6 cm (ISBN 978-2-13-058907-5 et 2-13-058907-3, BNF 42539593, SUDOC 155576003, présentation en ligne), entrée « Eurovision » [lire en ligne (page consultée le 6 janvier 2016)].
3. ↑  1696-Célébration du Traité de Turin - Te Deum – Marc Antoine Charpentier (1643-1704).
4. 1 2  (en) Johan Fornäs, Signifying europe, Bristol, Intellect Press, 2011, 371 p. (ISBN 978-1-84150-521-3, lire en ligne), p. 187
5. ↑  Catherine Cessac, Les manuscrits autographes de Marc-Antoine Charpentier, Wavre, Mardaga, 2007, 312 p. (ISBN 978-2-87009-941-4, lire en ligne), p. 6